# Monclar-de-Quercy
Monclar-de-Quercy är en kommun i departementet Tarn-et-Garonne i regionen Occitanien i södra Frankrike. Kommunen ligger i kantonen Monclar-de-Quercy som tillhör arrondissementet Montauban. År 2022 hade Monclar-de-Quercy 2 039 invånare.

## Befolkningsutveckling
Antalet invånare i kommunen Monclar-de-Quercy
| Referens: INSEE |